# Ашанінка
Ашанінка (відомий екзонім Кампа, який є принизливим) — корінний народ Південної Америки, що живе у тропічних лісах Перу та у штаті Акрі на заході Бразилії.

## Поширення та чисельність
Більшість ашанінка також як і кілька століть тому займають перуанські території. Вони охоплюють зелені долини Апуримак, Ене, Тамбо, Перене, Пічіс, сектор верхньої Укаялі і межирічні області Гран Пахонал. Згідно перепису населення, проведеного в Перу в 1993-му році, до даної народності причисляло себе п'ятдесят дві тисячі чотириста шістдесят чоловік. Але вчені, все-таки схильні вважати, що насправді ашанінка значно менше. На бразильській території ці індіанці становлять нечисленну групу всього в тисячу чоловік. Найбільше бразильське плем'я (шістсот вісімдесят дев'ять чоловік) знаходиться в штаті Акрі, на березі притоки річки Юруа Енвіра. Інші індіанці живуть у невеликих містечках, розташованих у басейні річки Брой.

## Історія

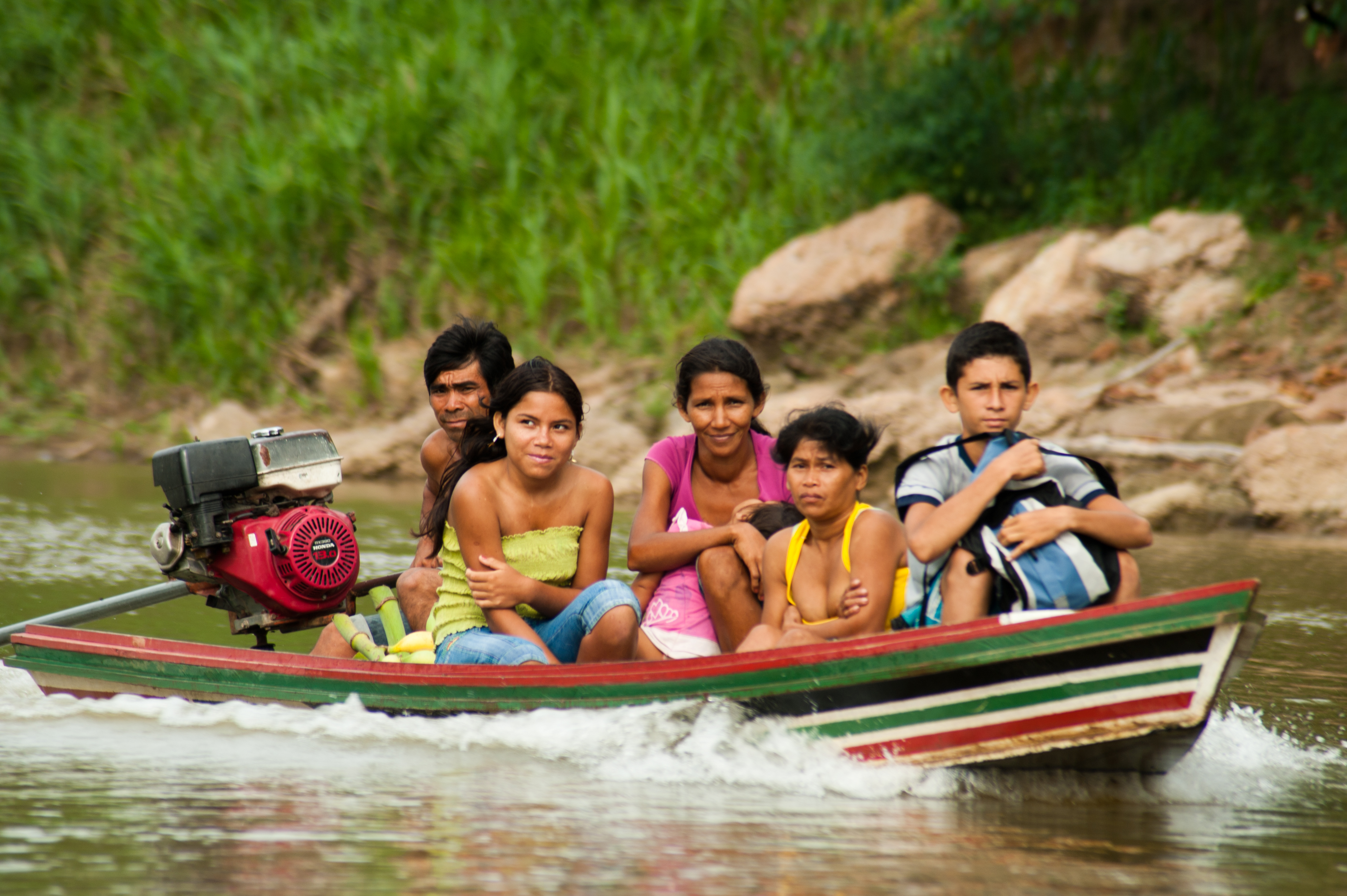
Сім'я ашанінка на човні

Перші свідчення про перебування ашанінка в басейні Амазонки датуються часом, попереднім прибуттю в регіон інків. Археологічні знахідки доводять, що ці індіанці вже тоді були досить розвиненим народом. Вченим вдалося виявити бронзову зброю, складні музичні інструменти і текстильні вироби. Всю свою багатовікову історію ашанінка вважали себе вільним і незалежним народом. Своїми силами вони змогли впоратися з вторгненням інків, потім відчайдушно боролися з іспанцями, хоча досконалість їх зброї та чисельність у кілька разів перевершували індіанців. В останні сто років ашанінка зіткнулися з захопленням земель маоїсткими бойовиками, вторгненням на їхні землі нафтовидобувних і лісозаготівельних компаній, виробників каучуку.
У кінці дев'ятнадцятого століття перуанський уряд віддав землі, що здавна належать корінним народам, каучуковим компаніям і кавовим плантаторам. Тоді багато індіанців покинули Перу і переселилися в бразильський штат Акрі. Але в той час захоплення територій — не найстрашніше, що відбувалося з ашанінка. Так званий «гумовий бум», який прокотився по басейну всієї Амазонки, знищив практично дев'яносто відсотків індіанців. Людей насильно поневолювали, змушуючи з ранку до ночі працювати на заготівлі каучуку, в результаті вони вмирали від виснаження або гинули від хвороб, заразившись від європейців.
У результаті внутрішнього конфлікту у Перу, який відбувався у вісімдесятих і дев'яностих роках двадцятого століття, ашанінка піддалися масовому переміщенню, багато сіл було спалено дотла разом з усіма документами і майном. Частина народу насильно примусили до вступу в Світлий шлях (комуністична партія Перу), багато індіанців і зовсім були захоплені в рабство. Деякі ашанінка врятувалися втечею вглиб країни, інші ж не збиралися покидати свої села, що викликало велике обурення місцевої влади. Джунглі навколо індіанських поселень буквально кишіли бойовиками і виходити на полювання, що годувало ашанінка протягом всієї їхньої історії, стало небезпечно. Почався голод і повальне захворювання малярією. За різними підрахунками в той час було вбито шість тисяч ашанінка, ще п'ять тисяч загинули від голоду і хвороб. У підсумку приблизно тридцять великих індіанських громад зникли з лиця землі. Племені, яке незадовго до вищеописаних подій, оселилося на території Бразилії, вдалося уникнути страшних наслідків громадянської війни.
Сьогодні деревообробні компанії так само продовжують витісняти ашанінка з їхніх територій. П'ятнадцять індіанських спільнот з Бразилії та Перу об'єдналися, щоб почати розслідування незаконної діяльності лісорубів на бразильсько-перуанському кордоні. Була проведена спеціальна п'ятиденна експедиція, результати якої разом з планом розташування місць нелегальної вирубки, були передані уряду. Правда поки незрозуміло які заходи у зв'язку з цим будуть зроблені.

## Спосіб життя та традиції

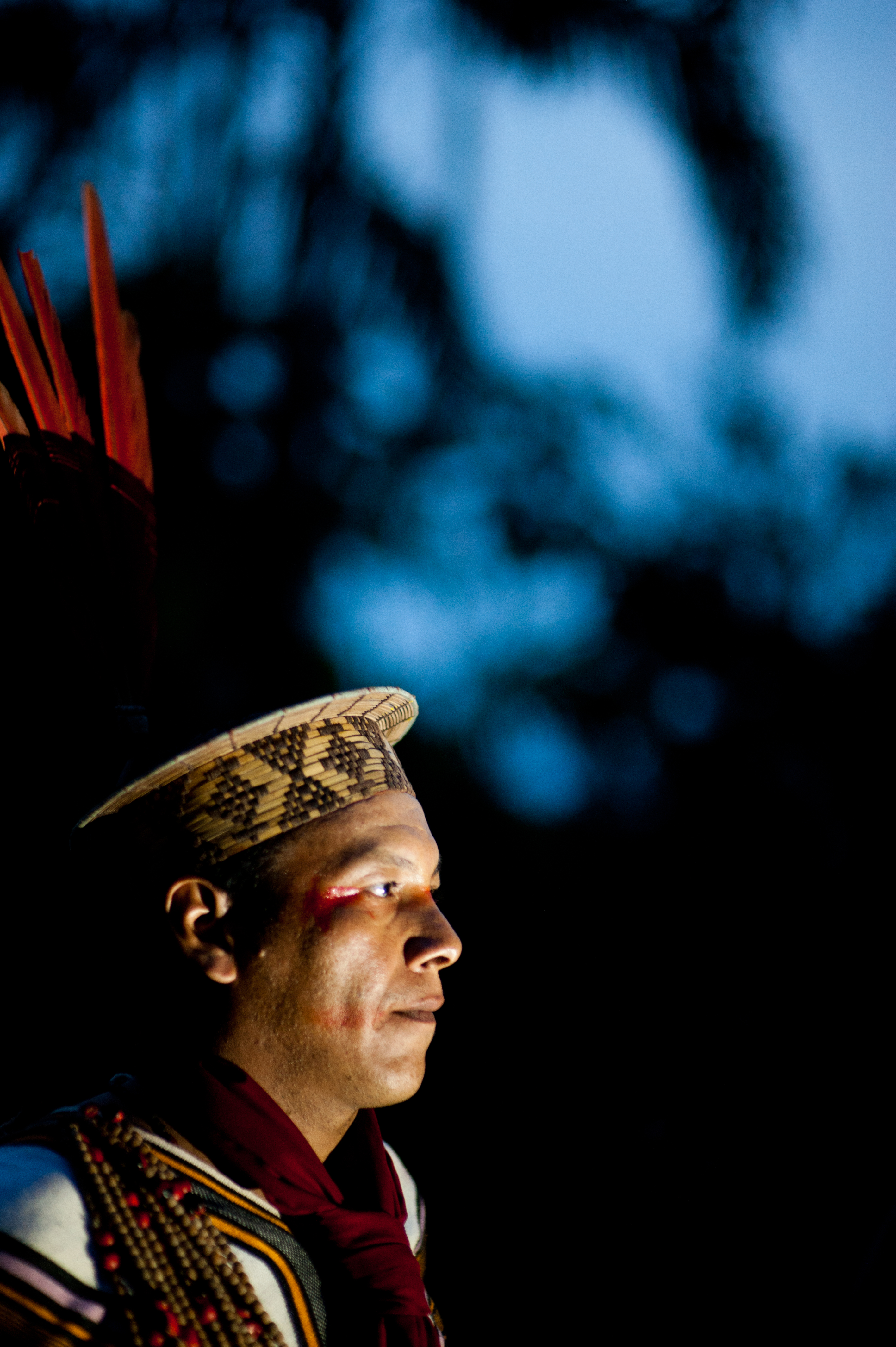
Чоловік ашанінка у традиційному костюмі

Хоча сьогодні невеликі групи ашанінка розкидані по всьому Перу, цих людей об'єднує спільна віра, мова і спосіб життя, який склався кілька сотень років тому. Ці індіанці дуже шанують родинні зв'язки. Сім'єю вважаються не тільки батьки та діти, але також всі дідусі, бабусі, дядьки, тітки, двоюрідні брати і сестри. Добре знаючи своє генеалогічне дерево, ашанінка застраховані від кровозмішення і розвитку хронічних захворювань. Найчастіше, щоб вийти заміж наречена їде в інше село. Главою родини вважається найстарший чоловік, зазвичай він приймає всі важливі рішення і керує усіма родичами. Що стосується релігії ашанінка, то вони досі шанують сонце і язичницьких істот. Правда, оскільки ці індіанці завжди жили на лоні природи, їх космологія ґрунтується саме на єднанні всього живого. Наприклад, ашанінка вважають, що у пагорбів і землі є душа. Крім того, птахи і звірі можуть спілкуватися між собою, а також бачити деякі речі, непідвладні зору людей. Навіть напівкочовий спосіб життя цих індіанців спрямований на шанування і збереження природи, адже ашанінка періодично переселяються з місце на місце для того щоб природні ресурси встигали відновлюватися природним шляхом.

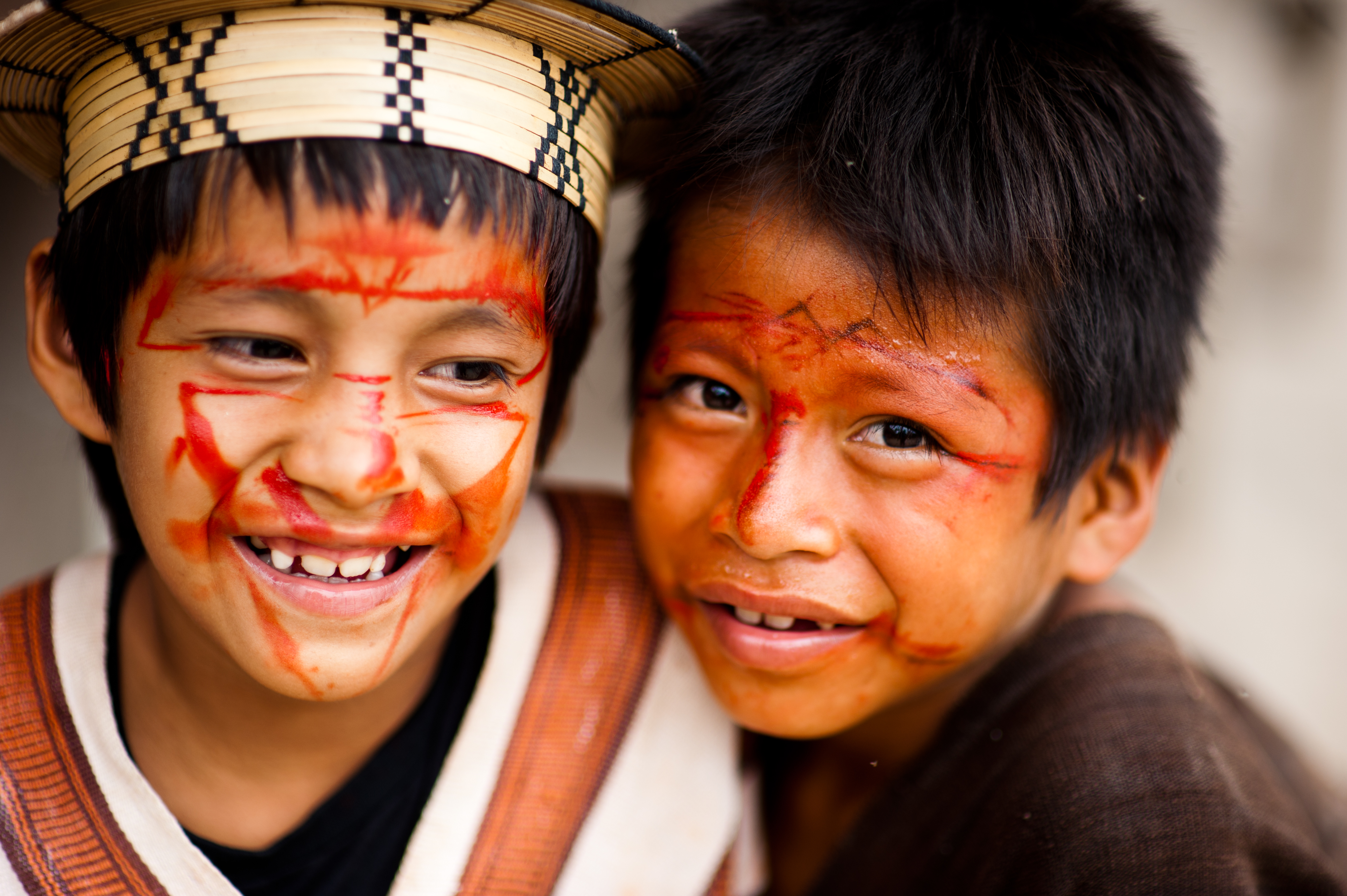
Діти із традиційною малюнком на лиці

У селах ашанінка у кожного є свої обов'язки. Чоловіки займаються полюванням, ловлять рибу, жінки дивляться за господарством, доглядають за городом і ростять дітей. Ашанінка вирощують деякі сільськогосподарські культури, такі як батат, гарбуз, перець, ананаси і банани. Фрукти та овочі складають значну частину їх раціону. Хлопчики стають самостійними дуже рано — вже в п'ятирічному віці вони вчаться рибалити і полювати. Причому дичину вони добувають старим способом — за допомогою дерев'яних луків та стріл. Навички стрільби передаються в індіанців з покоління в покоління. По суті їх полювання — багатовіковий досвід і багаторічна вправність, яку тренують з ранніх років. На жаль, чим більше лісозаготівельні компанії поширюють свою діяльність на індіанські території, тим менше шансів у хлопчиків осягати всі премудрості рибалки і полювання, а отже це майстерність ашанінка може незабаром зникнути.
Славляться індіанці і своїми традиційними нарядами. Національний костюм, відомий як кушма, являє собою одяг з бавовни. Жінки племені самі вирощують бавовну, збирають його, прядуть з нього тонку нитку, а потім за допомогою старовинних ткацьких верстатів виготовляють ніжну, але міцну матерію з якої і викроюється костюм. Як правило, його забарвлюють коричневими або яскраво-синіми барвниками, одержуваними з рослин, а плечі прикрашають насінням. На виготовлення одного костюма може йти до трьох місяців. Але традиційний одяг — не єдина характерна риса в зовнішньому вигляді ашанінка. Ці індіанці дуже люблять намиста, виготовлені з зубів тапіра, пекарі або мавп. Вони доповнюють їх все тим же насінням рослин і яскравим пір'ям. Під час церемоній чоловіки також прикрашають себе колами, сплетеними з пальмового листя, а жінки надягають на голову яскравий бавовняний тюрбан. Крім усього іншого, ашанінка часто розмальовують обличчя червоним соком насіння ачіоте. Причому кожен малюнок оригінальний і неповторний і залежить від настрою його власника.